# Antonio Cabeza de Vaca

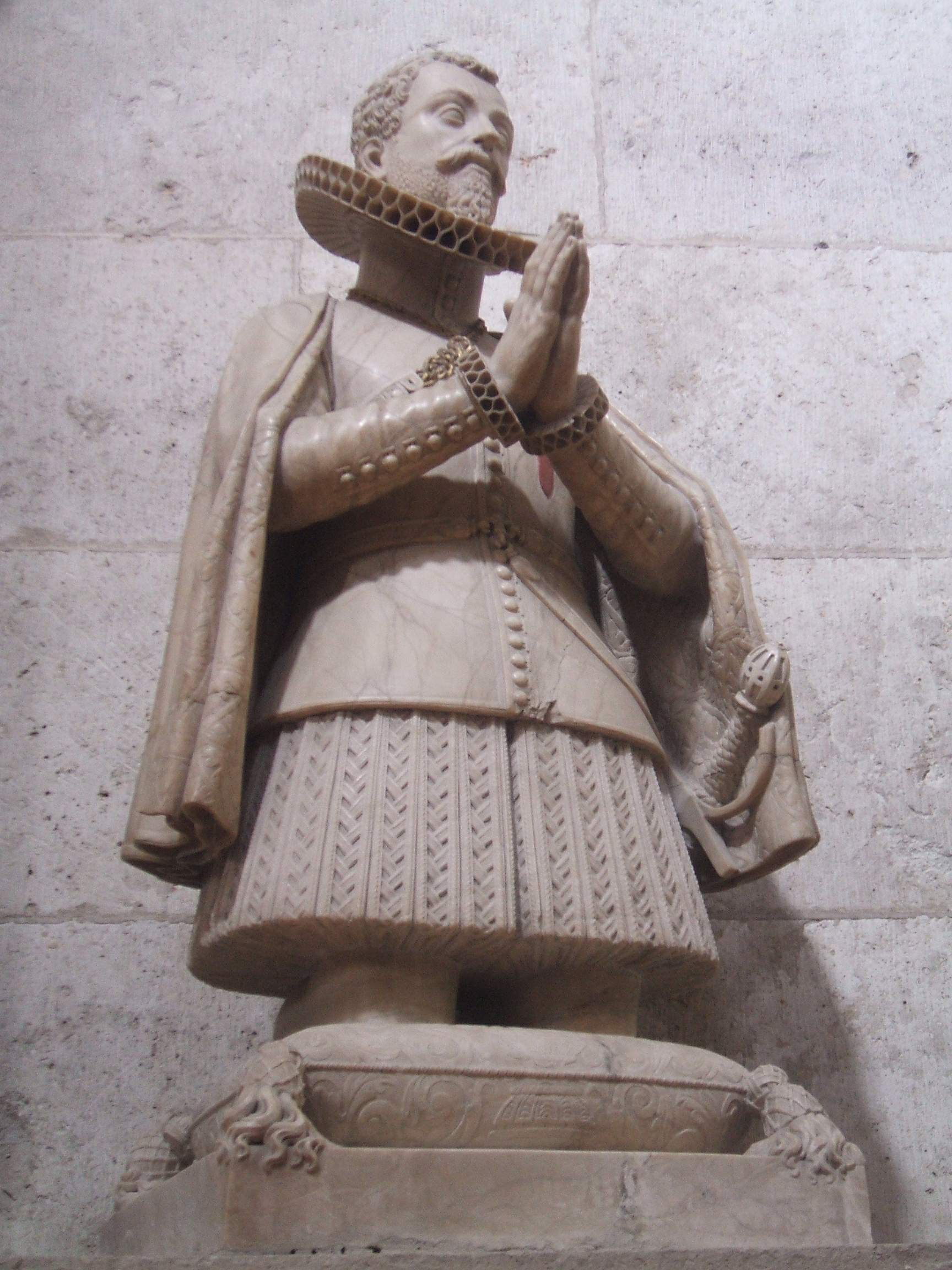
Estatua orante de Antonio, parte de su monumento funerario en el Convento de Santa Catalina de Siena en Valladolid, obra de Pedro de la Cuadra. (c. 1608)

Antonio Cabeza de Vaca (Mayorga, siglo XVI-¿?, siglo XVII) señor de Macudiel fue un noble español del siglo XVI.

## Biografía
Nació en Mayorga, siendo hijo de Juan Cabeza de Vaca, señor de Villahmnete, Macudiel y Villagómez; y su segunda esposa, María Osorio y Taboada. Tuvo otros hermanos enteros:
- Blanca Cabeza de Vaca, casada con Juan de Rojas Corbalán.
- Leonor Cabeza de Vaca, religiosa en Astorga.
- Isabel Osorio y Vaca, casada en Astorga con Juan de Lugones que fue mayordomo del marqués de Astorga.

Asimismo, del primer matrimonio de su padre con María Ponte, tuvo dos medio hermanos:
- Nuño Cabeza de Vaca, casado con Blanca de Pedrosa (conocida también como Beatriz de Pimentel). Tuvieron solo un hijo que murió en la infancia.
- Ana Cabeza de Vaca, casada con Francisco Mogrovejo de Prado, con descendencia.

En 1558 le fue concedido el hábito de la Orden de Santiago por parte de Felipe II. En 1562 contrajo matrimonio con María de Castro.

Tras su muerte fue inicialmente enterrado en la iglesia de San Benito el Real. Posteriormente su viuda consiguió el patronazgo de la capilla mayor de la iglesia del convento de Santa Catalina de Siena de Valladolid, de dominicas. Su estatua orante, hace pareja con la de su mujer en esta última capilla. Estas esculturas fueron realizadas por Pedro de la Cuadra en 1608.Sobre estas esculturas orantes escribió Martí y Monsó, que estas:
están esmeradamente estudiadas las cabezas y las manos, e igualmente los accesorios de la indumentaria; pero hay algo de rigidez en el conjunto; sobre todo en la estatua de D. Antonio Cabeza de Vaca.